# Liudmila Kravets
Liudmila Stepanovna Kravets (en ruso: Людмила Степановна Кравец, en ucraniano: Людмила Степанівна Кравець; 7 de febrero de 1923 - 23 de mayo de 2015) fue una médica militar soviética que combatió en la Segunda Guerra Mundial. Además fue la única mujer que recibió el título de Heroína de la Unión Soviética durante la Batalla de Berlín por sus valerosas acciones mientras servía en el 1.er Batallón de Fusileros, del 63.º Regimiento de Fusileros de la Guardia, de la 23.ª División de Fusileros de la Guardia (integrada en el 3.º Ejército de Choque del Primer Frente Ucraniano) .

## Biografía

### Infancia y juventud
Liudmila Kravets nació el 7 de febrero de 1923 en la pequeña localidad rural de Kushuhum del uyezd de Aleksándrov en la gobernación de Yekaterinoslav, (actualmente en el Óblast de Zaporiyia en Ucrania) en la Unión Soviética, en el seno de una familia ucraniana de clase trabajadora. En 1939, después de completar su séptimo grado en la escuela local, asistió a un curso de enfermería de dos años en Zaporiyia, donde se graduó en 1941.

### Segunda Guerra Mundial
Inmediatamente después de la invasión alemana de la Unión Soviética, el 2 de julio de 1941, Liudmila Kravets, se alistó voluntariamente en el Ejército Rojo y se convirtió en enfermera en un hospital de evacuación en Osipenko (actual Berdyansk, Óblast de Zaporiyia). A finales de septiembre de 1941, debido al imparable avance del Ejército alemán, el hospital tuvo que ser evacuado a Omsk.
En el invierno de 1942, después de múltiples solicitudes fue finalmente enviada al frente. Alistandose, como médica, en la 442.º División de Fusileros, que en ese momento se estaba formando en Omsk. En la primavera de 1942, se completó la formación de la unidad, ahora renombrada como 282.º División de Fusilero, y fue enviada al frente. Entre abril de 1942 y marzo de 1943 sirvió como instructora médica en el 784.º Regimiento de Fusileros, con dicho regimiento participó en las ofensivas de Demiansk, y en la operación Estrella Polar. El 21 de enero de 1943, fue herida en un hombro y enviada al hospital de Bezhetsk (óblast de Tver) para ser atendida. El 28 de febrero de 1943, nada más recuperarse de sus heridas, se reincorporó a su unidad.
A principios de 1943, recibió la medalla al valor por completar una misión nocturna especial para conminar a los soldados alemanes para que se rindieran. Al estar muy cerca de la línea defensiva alemana a través de un megáfono, leyó un manifiesto en alemán en el que exhortaba a los soldados alemanes a rendirse. Como resultado, al día siguiente veintinueve soldados enemigos se rindieron.
El 14 de marzo de 1943, mientras su regimiento luchaba en el Frente Noroeste, en las afueras de la ciudad de Stáraya Rusa, fue herida de gravedad en ambos muslos y en el brazo derecho, y nuevamente evacuada al hospital de Bezhetsk, donde se le diagnosticó gangrena gaseosa en ambas piernas pero el médico que la atendió pudo salvar sus piernas y en agosto de 1943, nada más recuperarse, fue enviada al 143.º Regimiento de Fusileros de Reserva, estacionado en la retaguardia en Vyshny Volochek.
Entre abril y diciembre de 1944, sirvió en el 68.º Regimiento de la Guardia y posteriormente en el 63.º Regimiento de la Guardia. Luchó en el Segundo Frente Báltico (abril-junio de 1944), Tercer Frente Báltico (julio-diciembre de 1944) y finalmente en el Primer Frente Bielorruso (enero-mayo de 1945). Durante este periodo combatió en la operación Pskov-Ostrovsk (parte de la operación Bagratión), en la ofensiva de Riga, en la ofensiva de Tartu, en la liberación de Polonia, en la ofensiva de Pomerania Oriental y finalmente en la Batalla de Berlín.
El 23 de junio de 1944, fue herida por la explosión de un proyectil de artillería aun así permaneció en el campo de batalla y ayudó a evacuar a 95 heridos. En la ofensiva de Tartu ayudó a evacuar a dieciséis heridos y atendió a más de doscientos heridos en el campo de batalla. Entre el 3 y el 6 de febrero de 1945, durante los combate en el oeste de Polonia, evacuó a veinte soldados y oficiales heridos.
Durante la Batalla de Berlín, el 17 de abril de 1945, mientras se encontraba en las afueras de la ciudad, asumió las funciones de comandante de la compañía y participó en combate directo en la batalla, más tarde participó en batallas en las calles de Berlín donde en repetidas ocasiones, evacuó a los soldados heridos del campo de batalla bajo fuego enemigo. Por sus acciones heroicas, recibió el título de Heroína de la Unión Soviética, el 31 de mayo de 1945, con la Orden de Lenin y la medalla de la Estrella de Oro número 6740.

### Posguerra
Después de la guerra siguió ejerciendo como médica en el Ejército Rojo hasta que pasó a la reserva en mayo de 1946. En septiembre del año anterior se había casado con Vladímir Ledvin, un oficial que conoció en el frente en 1944. Después de retirarse del ejército, regresó a la localidad ucraniana de Zaporozhye. Pero no se quedó allí durante mucho tiempo, puesto que en 1948, se trasladó a la localidad siberiana de Vladivostok, donde su esposo estaba destinado. Luego vivió en Dnepropetrovsk hasta 1951 y más tarde en Nikópol antes de que ella y su familia se establecieran de nuevo en Zaporozhye en 1954. Su primer hijo, Valery, nació en 1949 y posteriormente nació su hija Irina en 1951. A pesar de las complicaciones resultantes de sus heridas de guerra, llevó una vida activa, visitando Alemania Oriental como parte de las delegaciones soviéticas en varias ocasiones y dando conferencias a escolares, soldados y antiguos prisioneros de guerra soviéticos. En 1982, se trasladó a Kiev, donde murió el 23 de mayo de 2015 a la edad de 92 años.

## Condecoraciones
Unión Soviética
- Héroe de la Unión Soviética, (31 de mayo de 1945)
- Orden de Lenin (31 de mayo de 1945);
- Orden de la Estrella Roja, tres veces (1 de octubre de 1943, 15 de septiembre de 1944, 7 de febrero de 1945)
- Orden de la Guerra Patria de 1.er grado (11 de marzo de 1985);
- Medalla al Valor (8 de febrero de 1943);
- Medalla Conmemorativa por el Centenario del Natalicio de Lenin
- Medalla por la Victoria sobre Alemania en la Gran Guerra Patria 1941-1945
- Medalla Conmemorativa del 20.º Aniversario de la Victoria en la Gran Guerra Patria de 1941-1945
- Medalla Conmemorativa del 30.º Aniversario de la Victoria en la Gran Guerra Patria de 1941-1945
- Medalla Conmemorativa del 40.º Aniversario de la Victoria en la Gran Guerra Patria de 1941-1945
- Medalla Conmemorativa del 50.º Aniversario de la Victoria en la Gran Guerra Patria de 1941-1945
- Medalla Conmemorativa del 60.º Aniversario de la Victoria en la Gran Guerra Patria de 1941-1945
- Medalla por la Conquista de Berlín
- Medalla por la Liberación de Varsovia
- Medalla al Trabajador Veterano
- Medalla del 50.º Aniversario de las Fuerzas Armadas de la URSS
- Medalla del 60.º Aniversario de las Fuerzas Armadas de la URSS
- Medalla del 70.º Aniversario de las Fuerzas Armadas de la URSS
- Medalla Conmemorativa del 1500.º Aniversario de Kiev

Otros países
- Orden Patriótica del Mérito (República Democrática Alemana)
- Orden de Bogdán Jmelnitski de 3.er grado. (Ucrania)
- Medalla de Defensora de la Patria (Ucrania)
- Medalla del 70.º Aniversario de la Liberación de Ucrania de los Invasores Fascistas (Ucrania)